# Імені Актан-батира (Казалінський район)
імені Акта́н-батира (каз. Ақтан батыр ат.а.) — село у складі Казалінського району Кизилординської області Казахстану. Адміністративний центр та єдиний населений пункт Кольарицького сільського округу.
У радянські часи село називалось Кольарик.
Населення — 1468 осіб (2021; 1208 у 2009, 1562 у 1999, 1125 у 1989).